# Moreno Costanzo
Moreno Costanzo (Wil, 20 februari 1988) is een Zwitsers voetballer van Italiaanse afkomst die bij voorkeur als middenvelder speelt. Hij verruilde in juli 2010 FC Sankt Gallen voor BSC Young Boys. Constanzo debuteerde in 2010 in het Zwitsers voetbalelftal.

## Interlandcarrière
Costanzo maakte op 11 augustus 2010 zijn debuut voor de Zwitserse nationale ploeg onder leiding van bondscoach Ottmar Hitzfeld. Die dag viel hij tijdens een oefeninterland tegen Oostenrijk in Klagenfurt na 71 minuten in voor Hakan Yakin. Twee minuten later nam hij de enige treffer van de wedstrijd voor zijn rekening. Andere debutanten in dat duel namens Zwitserland waren François Affolter en Nassim Ben Khalifa.